# Cúp bóng đá châu Á 1992
Cúp bóng đá châu Á 1992 là Cúp bóng đá châu Á lần thứ mười. Vòng chung kết giải được tổ chức tại Nhật Bản từ 29 tháng 10 đến 8 tháng 11 năm 1992, gồm 8 đội. Chủ nhà Nhật Bản giành chức vô địch đầu tiên sau khi thắng đương kim vô địch Ả Rập Saudi 1-0 ở trận chung kết.

## Sân vận động
| Hiroshima                   | Hiroshima                                                           |
| --------------------------- | ------------------------------------------------------------------- |
| Hiroshima Big Arch          | Sân vận động Hiroshima                                              |
| Sức chứa: 50.000            | Sức chứa: 13.800                                                    |
|                             |                                                                     |
| Onomichi                    | Hiroshima Big ArchSân vận động HiroshimaSân vận động Thể thao Bingo |
| Sân vận động Thể thao Bingo | Hiroshima Big ArchSân vận động HiroshimaSân vận động Thể thao Bingo |
| Sức chứa: 9.245             | Hiroshima Big ArchSân vận động HiroshimaSân vận động Thể thao Bingo |
|                             | Hiroshima Big ArchSân vận động HiroshimaSân vận động Thể thao Bingo |

## Vòng loại
Có tất cả 20 đội tuyển tham gia vòng loại, chia làm 6 bảng, chọn đội đầu bảng vào đá vòng chung kết với chủ nhà Nhật Bản và đương kim vô địch Ả Rập Saudi.

### Các đội tham dự
- Nhật Bản (chủ nhà)
- Ả Rập Xê Út (đương kim vô địch)
- Trung Quốc
- Iran
- CHDCND Triều Tiên
- Qatar
- Thái Lan
- UAE

## Vòng 1
Giờ thi đấu tính theo giờ Nhật Bản (UTC+9).

### Bảng A
| Đội               | Trận | Thắng | Hoà | Thua | BT | BB | HS | Điểm |
| ----------------- | ---- | ----- | --- | ---- | -- | -- | -- | ---- |
| Nhật Bản          | 3    | 1     | 2   | 0    | 2  | 1  | +1 | 5    |
| UAE               | 3    | 1     | 2   | 0    | 2  | 1  | +1 | 5    |
| Iran              | 3    | 1     | 1   | 1    | 2  | 1  | +1 | 4    |
| CHDCND Triều Tiên | 3    | 0     | 1   | 2    | 2  | 5  | −3 | 1    |

| CHDCND Triều Tiên | 0–2      | Iran                       |
| ----------------- | -------- | -------------------------- |
|                   | Chi tiết | Pious 30' · Ghayeghran 80' |

| Nhật Bản | 0–0      | UAE |
| -------- | -------- | --- |
|          | Chi tiết |     |

| Iran | 0–0      | UAE |
| ---- | -------- | --- |
|      | Chi tiết |     |

| Nhật Bản     | 1–1      | CHDCND Triều Tiên         |
| ------------ | -------- | ------------------------- |
| Nakayama 80' | Chi tiết | Kim Gwang-Min 29' (ph.đ.) |

| UAE                      | 2–1      | CHDCND Triều Tiên |
| ------------------------ | -------- | ----------------- |
| K. Saad 81' · Bakhit 85' | Chi tiết | Kim Gwang-Min 69' |

| Nhật Bản  | 1–0      | Iran |
| --------- | -------- | ---- |
| Miura 87' | Chi tiết |      |

### Bảng B
| Đội         | Trận | Thắng | Hoà | Thua | BT | BB | HS | Điểm |
| ----------- | ---- | ----- | --- | ---- | -- | -- | -- | ---- |
| Ả Rập Xê Út | 3    | 1     | 2   | 0    | 6  | 2  | +4 | 5    |
| Trung Quốc  | 3    | 1     | 2   | 0    | 3  | 2  | +1 | 5    |
| Qatar       | 3    | 0     | 2   | 1    | 3  | 4  | −1 | 2    |
| Thái Lan    | 3    | 0     | 2   | 1    | 1  | 5  | −4 | 2    |

| Ả Rập Xê Út     | 1–1      | Trung Quốc  |
| --------------- | -------- | ----------- |
| Al-Thunayan 17' | Chi tiết | Lý Băng 41' |

| Thái Lan         | 1–1      | Qatar     |
| ---------------- | -------- | --------- |
| Areesngarkul 42' | Chi tiết | Soufi 81' |

| Ả Rập Xê Út     | 1–1      | Qatar       |
| --------------- | -------- | ----------- |
| Al-Muwallid 86' | Chi tiết | Mustafa 74' |

| Trung Quốc | 0–0      | Thái Lan |
| ---------- | -------- | -------- |
|            | Chi tiết |          |

| Ả Rập Xê Út                                         | 4–0      | Thái Lan |
| --------------------------------------------------- | -------- | -------- |
| Al-Owairan 4' · Al-Bishi 19', 72' · Al-Thunayan 64' | Chi tiết |          |

| Qatar          | 1–2      | Trung Quốc            |
| -------------- | -------- | --------------------- |
| Al-Sulaiti 20' | Chi tiết | Bành Vĩ Quốc 44', 58' |

## Vòng đấu loại trực tiếp
Giờ thi đấu tính theo giờ Nhật Bản (UTC+9).
|  | Bán kết                | Bán kết     |                        |   | Chung kết | Chung kết |
|  |                        |             |                        |   |           |           |
|  | 6 tháng 11 - Hiroshima |             |                        |   |           |           |
|  |                        |             |                        |   |           |           |
|  | Nhật Bản               | 3           |                        |   |           |           |
|  | Nhật Bản               | 3           | 8 tháng 11 - Hiroshima |   |           |           |
|  | Trung Quốc             | 2           |                        |   |           |           |
|  | Trung Quốc             | 2           | Nhật Bản               | 1 |           |           |
|  | 6 tháng 11 - Hiroshima |             | Nhật Bản               | 1 |           |           |
|  |                        | Ả Rập Xê Út | 0                      |   |           |           |
|  | Ả Rập Xê Út            | Ả Rập Xê Út | 0                      | 2 |           |           |
|  | Ả Rập Xê Út            |             |                        | 2 |           |           |
|  | UAE                    | 0           |                        |   |           |           |
|  | UAE                    | 0           | Tranh hạng ba          |   |           |           |
|  |                        |             |                        |   |           |           |
|  | 8 tháng 11 - Hiroshima |             |                        |   |           |           |
|  |                        |             |                        |   |           |           |
|  | Trung Quốc (pen.)      | 1 (4)       |                        |   |           |           |
|  | Trung Quốc (pen.)      | 1 (4)       |                        |   |           |           |
|  | UAE                    | 1 (3)       |                        |   |           |           |

### Bán kết
| Nhật Bản                                 | 3–2      | Trung Quốc                 |
| ---------------------------------------- | -------- | -------------------------- |
| Fukuda 48' · Kitazawa 57' · Nakayama 84' | Chi tiết | Tạ Vũ Tân 1' · Lý Tiểu 70' |

| Ả Rập Xê Út                   | 2–0      | UAE |
| ----------------------------- | -------- | --- |
| Al-Owairan 77' · Al-Bishi 80' | Chi tiết |     |

### Tranh hạng ba
| Trung Quốc        | 1–1      | UAE        |
| ----------------- | -------- | ---------- |
| Hào Hải Đông 15'  | Chi tiết | Ismail 10' |
| Loạt sút luân lưu |          |            |
|                   | 4–3      |            |

### Chung kết
| Nhật Bản   | 1–0      | Ả Rập Xê Út |
| ---------- | -------- | ----------- |
| Takagi 36' | Chi tiết |             |

## Giải thưởng

### Cầu thủ xuất sắc nhất
- Miura Kazuyoshi

### Vua phá lưới
- Fahad Al-Bishi - 3 bàn

## Danh sách cầu thủ ghi bàn
| 3 bàn - Fahad Al-Bishi 2 bàn - Bành Vĩ Quốc - Nakayama Masashi - Kim Gwang-Min - Saeed Al-Owairan - Yousuf Al-Thunayan | 1 bàn - Tạ Vũ Tân - Lý Băng - Lý Tiểu - Hào Hải Đông - Sirous Ghayeghran - Farshad Pious - Miura Kazuyoshi - Fukuda Masahiro - Kitazawa Tsuyoshi - Takagi Takuya - Mubarak Mustafa - Khalifa Al-Sulaiti - Mahmoud Soufi - Khalid Al-Muwallid - Thanis Areesngarkul - Khalid Ismail - Khamis Saad - Zuhair Bakhit |

## Bảng xếp hạng giải đấu
| Pos                 | Đội tuyển         | Pld | W | D | L | GF | GA | GD | Pts | Eff   |
| ------------------- | ----------------- | --- | - | - | - | -- | -- | -- | --- | ----- |
| 1                   | Nhật Bản          | 5   | 3 | 2 | 0 | 6  | 3  | +3 | 8   | 80.0% |
| 2                   | Ả Rập Xê Út       | 5   | 2 | 2 | 1 | 8  | 3  | +5 | 6   | 60.0% |
| 3                   | Trung Quốc        | 5   | 1 | 3 | 1 | 6  | 6  | 0  | 5   | 50.0% |
| 4                   | UAE               | 5   | 1 | 3 | 1 | 3  | 4  | −1 | 5   | 50.0% |
| Bị loại ở vòng bảng |                   |     |   |   |   |    |    |    |     |       |
| 5                   | Iran              | 3   | 1 | 1 | 1 | 2  | 1  | +1 | 3   | 50.0% |
| 6                   | Qatar             | 3   | 0 | 2 | 1 | 3  | 4  | −1 | 2   | 33.3% |
| 7                   | Thái Lan          | 3   | 0 | 2 | 1 | 1  | 5  | −4 | 2   | 33.3% |
| 8                   | CHDCND Triều Tiên | 3   | 0 | 1 | 2 | 2  | 5  | −3 | 1   | 16.7% |